# Мангушево
Мангушево (рос. Мангушево) — присілок в Краснооктябрському районі Нижньогородської області Російської Федерації.
Населення становить 66 осіб. Входить до складу муніципального утворення Краснооктябрський округ.

## Історія
До травня 2022 року входило до складу муніципального утворення Кечасовська сільрада.

## Населення
| 2002 | 2010 |
| ---- | ---- |
| 88   | ↘66  |